# Distretto di Syrym
Il distretto di Syrym (in kazako: Сырым ауданы) è un distretto (audan) del Kazakistan con  capoluogo Žympity.